# Mechovec (rostlina)
Mechovec (Cotula) je rod rostlin z čeledi hvězdnicovitých. Zahrnuje zhruba 50 druhů rozšířených převážně na jižní polokouli a v tropech i subtropech polokoule severní. Některé z nich se pěstují jako okrasné rostliny i v ČR.

## Taxonomie a systematika
Rod platně popsal Carl Linné ve svém základním spisu Species plantarum z roku 1753. Rodové jméno Cotula je odvozeno od řeckého slova kotyle, které znamená "pohár, mísa, mísa", což odkazuje na listy obklopující stonek, které připomínají mísu. V rámci čeledi hvězdnicovitých patří do tribu Anthemideae a subtribu Cotulinae spolu s několika dalšími malými rody, jež mají těžiště výskytu v Kapské oblasti.

## Popis
Jsou to jednoleté až vytrvalé byliny, na bázi někdy dřevnatějící nebo s dřevnatějícím oddenkem. Jejich listy jsou obvykle střídavé a s lodyhu objímavými řapíky, zřídka též vstřícné, poněkud masité (sukulentní), co do tvaru hluboce zpeřeně laločnaté, u několika málo druhů ale i s celokrajnými okraji.
Květenství jsou úbory, které obvykle obsahují pouze trubkovité květy, pouze u několika druhů se vytváření též krátce paprskující květy jazykové. Mají několik až mnoho květů a jsou umístěny po jednom na konci delších stopek. V době květu jsou víceméně vzpřímené. Zákrovní listeny jsou v jedné nebo dvou řadách a nejsou opadavé. Květní lůžko je ploché, vypouklé nebo kuželovité, bez plevek, lysé nebo chlupaté. Květy jsou krátce stopkaté, čtyřčetné, se žlutou korunou. Okrajové květy jsou samičí, jejich koruna je malá a často zakrnělá. Vnitřní květy jsou oboupohlavné nebo funkčně samčí.
Plody jsou nažky, které jsou zploštělé a nemají chmýr.
Základní počet chromozomů je x = 8, 9 nebo 10.

## Ekologie a rozšíření
Rod je rozšířen hlavně na jižní polokouli: jeho hlavní těžiště je v Kapské květenné říši a dalších oblastech jižní Afriky včetně Madagaskaru, hojně rostou též v Austrálii (sedm druhů) a na Novém Zélandu. Pouze několik druhů se vyskytuje v ostatních částech Afriky a v Asii, například ve východní Africe a na Indickém subkontinentu, dva druhy se vyskytují v Číně. Druh Cotula coronopifolia je v mnoha oblastech světa zdomácnělým neofytem. Druhy původně se vyskytující v neotropických oblastech byly zařazeny do jiných rodů.
Obvykle se vyskytují v nízkých, například vysokohorských trávnících, na vlhčích kamenitých, štěrkovitých či písčitých svazích nebo podél cest na stanovištích s narušenou půdou. Nezvyklou ekologii, a to i v rámci celé čeledi hvězdnicovitých, má zmiňovaná Cotula coronopifolia, jež vyhledává bahnitou půdu mokřadů a vodní nádrže se sladkou nebo i brakickou vodou.

## Pěstování
Cotula hispida patří mezi oblíbené a nenáročné skalničky.

## Galerie vybraných zástupců

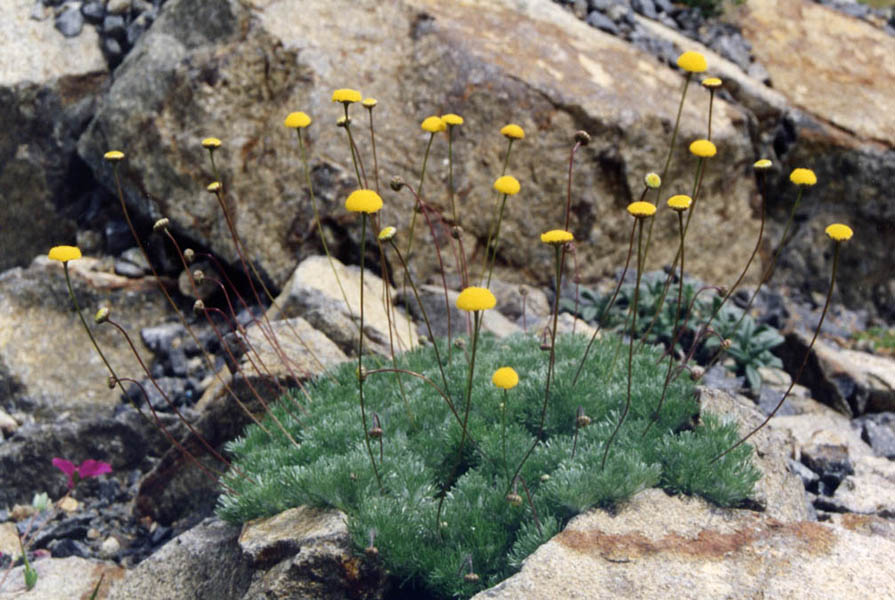
Cotula hispida (jižní Afrika)
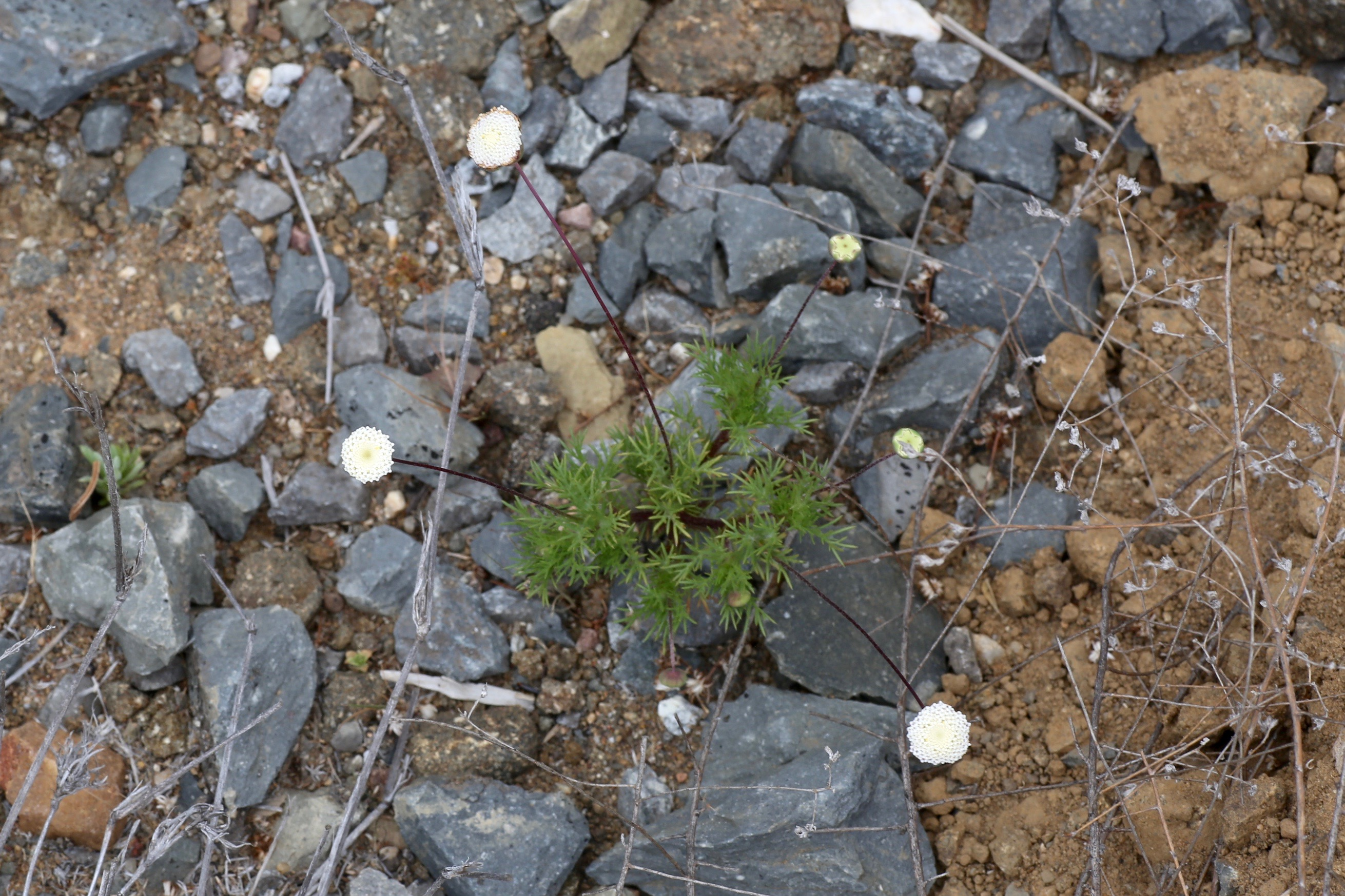
Cotula nudicaulis (jižní Afrika)
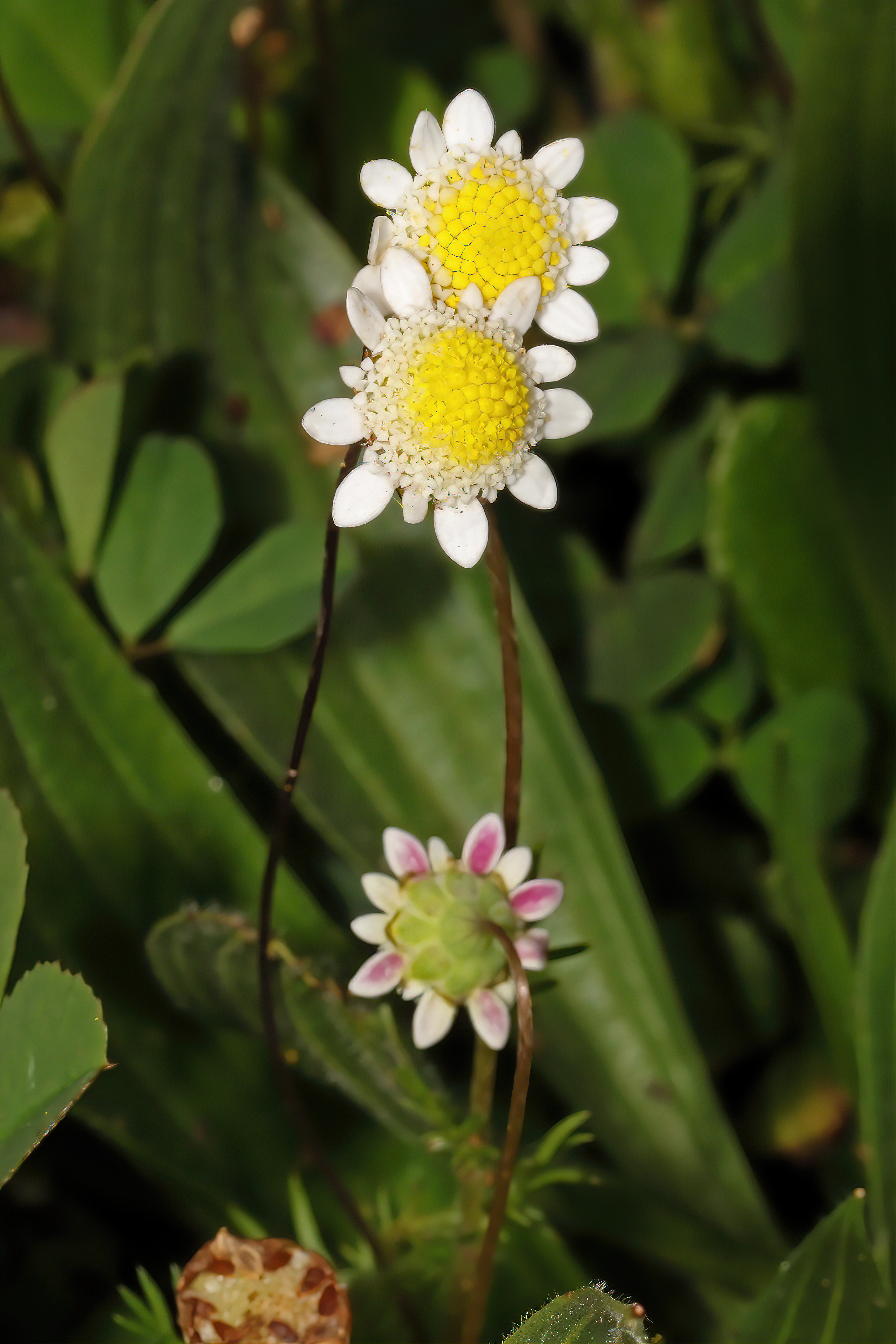
Cotula turbinata (jižní Afrika) s bílými jazykovitými květy
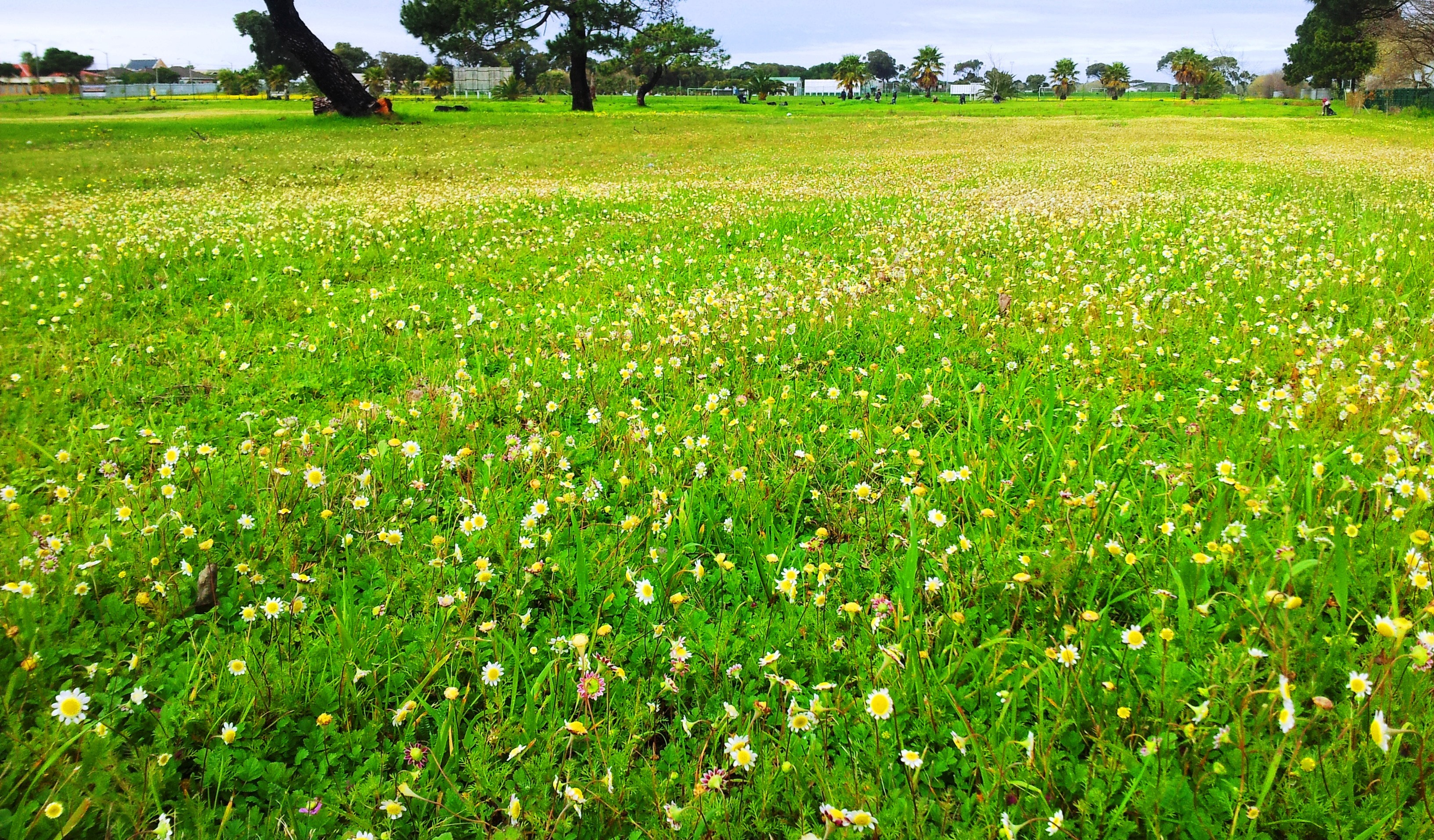
Cotula turbinata – porost na přirozeném stanovišti
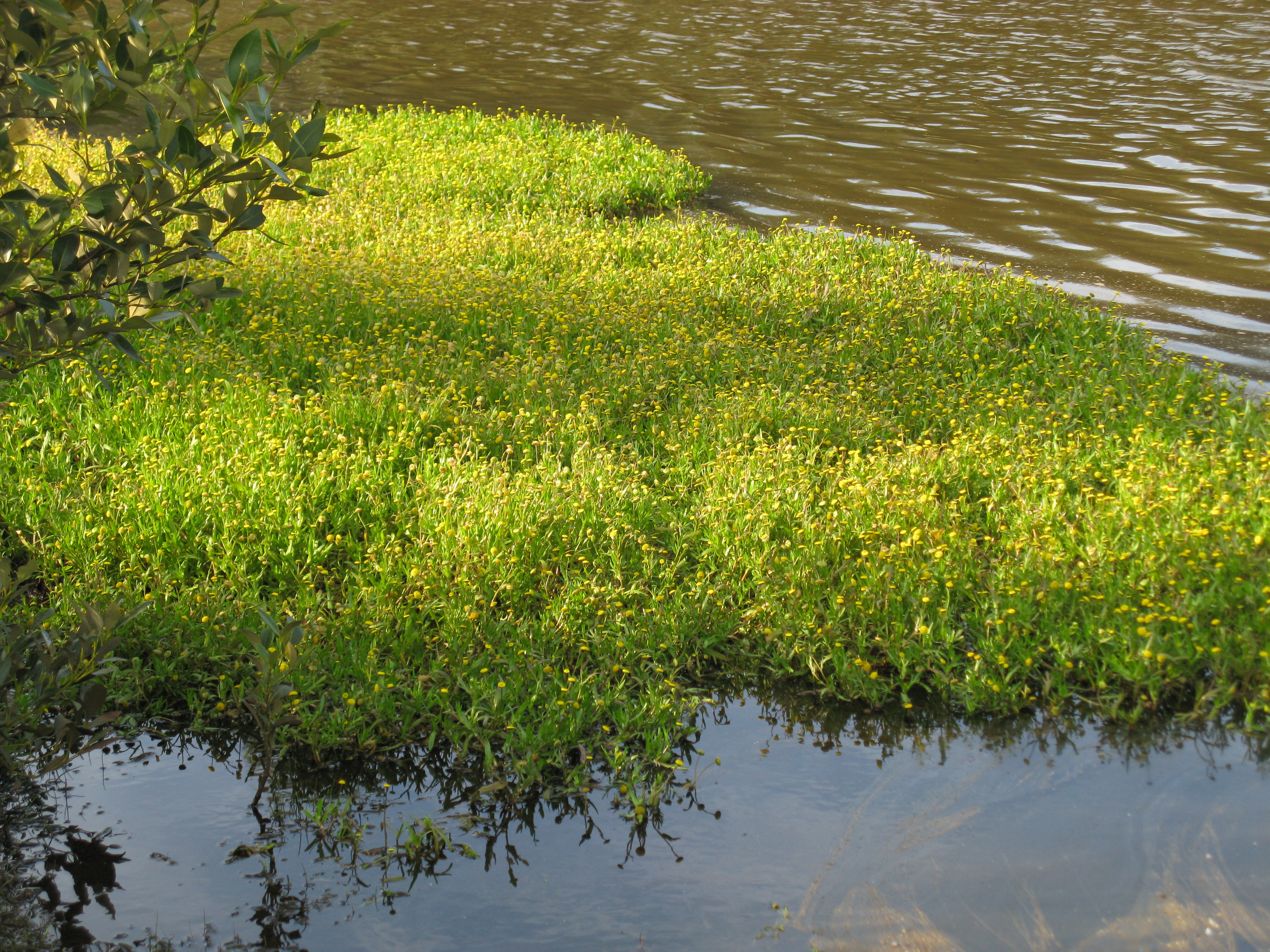
Cotula coronopifolia (jihozápadní Afrika) – porost
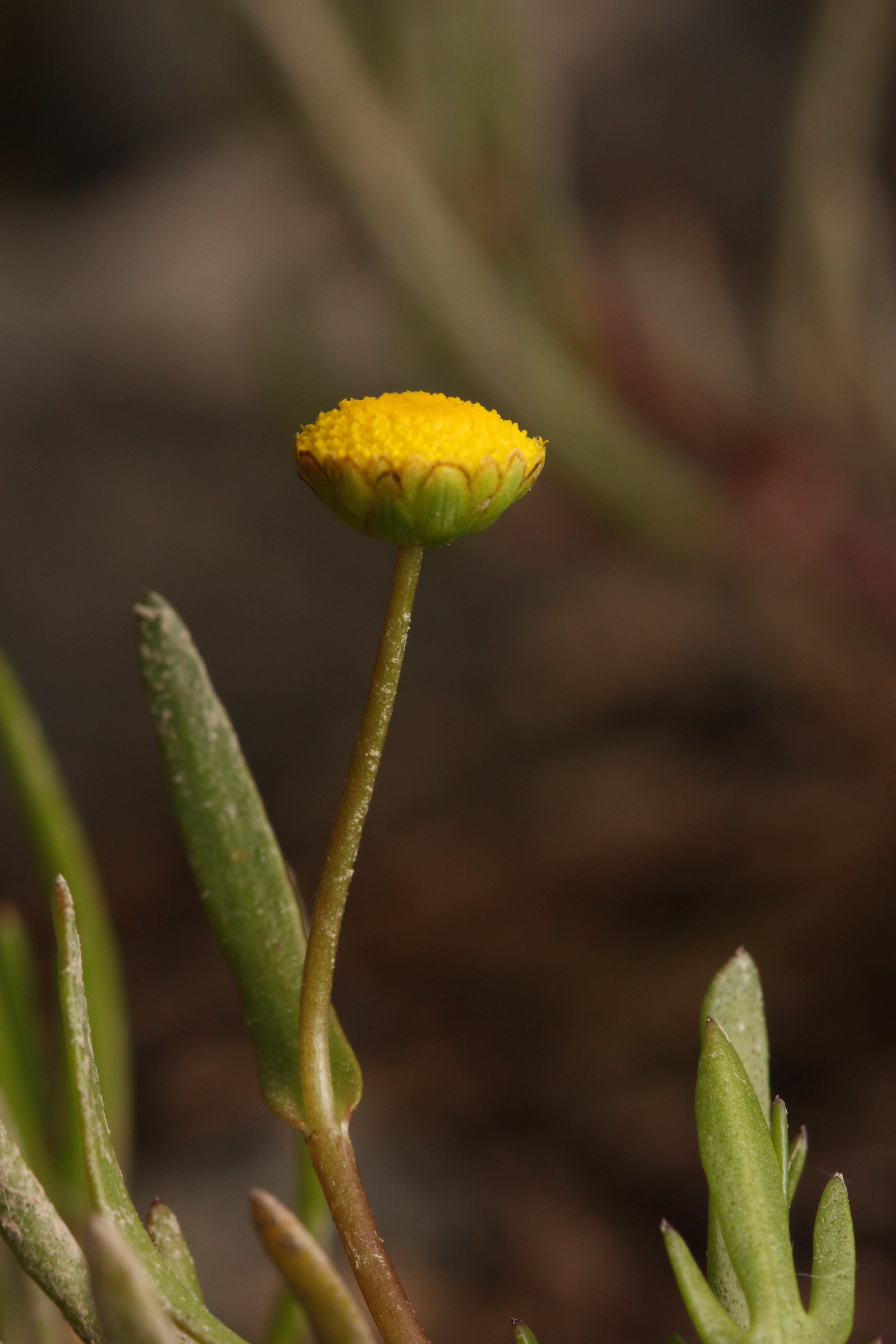
Cotula coronopifolia – detail
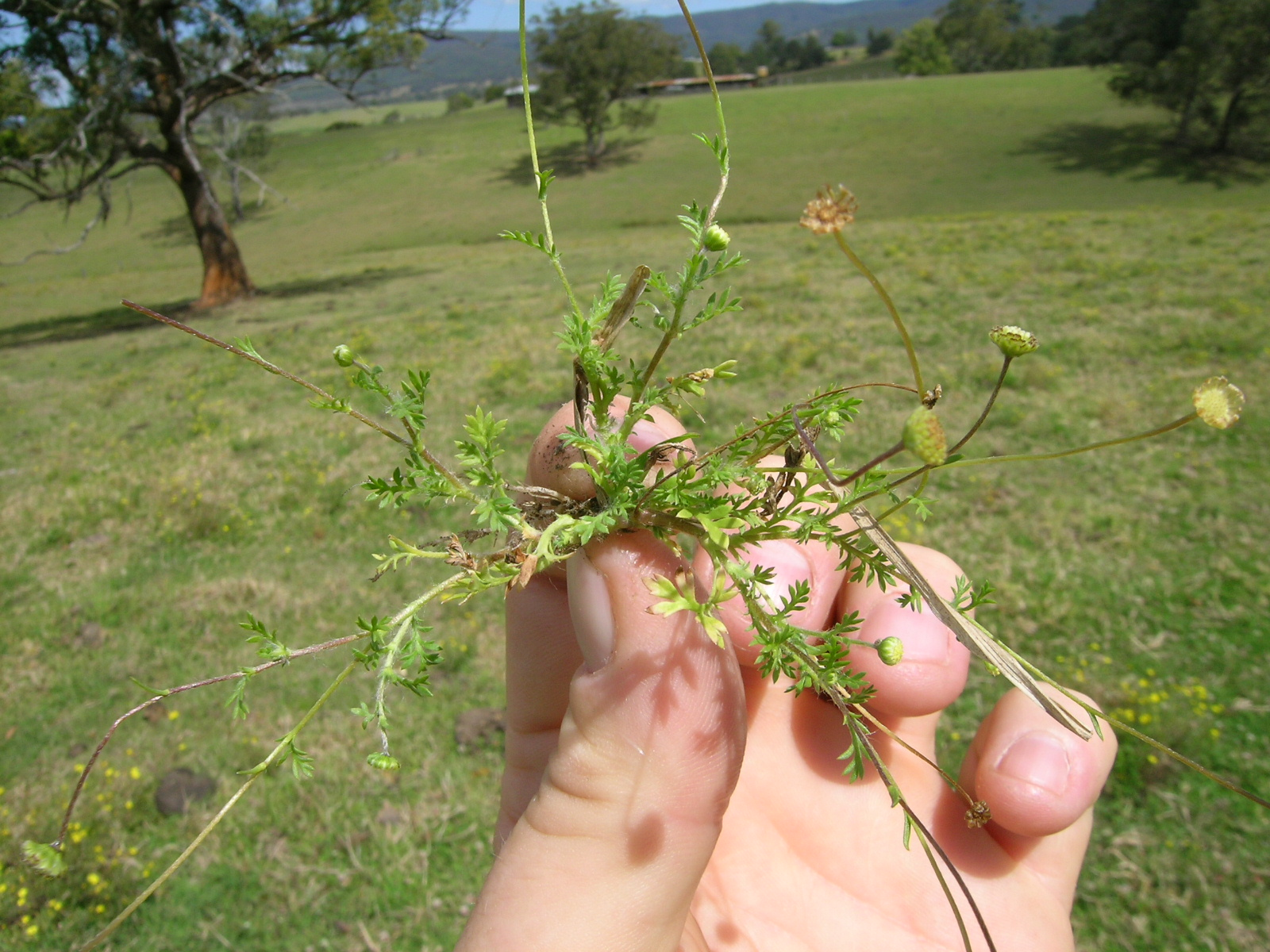
Cotula australis (Austrálie) je jednoletka velmi drobného vzrůstu